# Đền thờ Công chúa Bàn Tranh (Phú Quý)
Đền thờ công chúa Bàn Tranh hay đền thờ Bà Chúa Xứ được gọi theo tên của công chúa vương quốc Chămpa là Bàn Tranh, sau khi  Bà mất người dân trên đảo đã lập đền thờ phụng gọi tên là đền thờ công chúa Bàn Tranh. 
Công chúa Bàn Tranh là người có công đầu trong việc đưa lên đảo những giống lương thực, hoa màu và hướng dẫn người dân trên đảo Phú Quý khai khẩn đất đai làm ruộng vườn, hình thành xóm làng và chỉ dạy người dân cách trồng trọt, làm nghề...Với những công lao to lớn đó, người Chăm nói riêng và người dân trên đảo Phú Quý nói chung đã tôn vinh gọi công chúa Bàn Tranh là Bà Chúa Xứ, sau khi bà mất người dân trên đảo đã xây đền thờ cúng và gọi tên là đền thờ công chúa Bàn Tranh hay đền thờ Bà Chúa Xứ.
Truyền thuyết kể rằng, công chúa Bàn Tranh vì không nghe lời vua cha nên bị kết tội phản nghịch và bị lưu đày ra hoang đảo. Nàng được ban cho một số nô tỳ để hầu hạ và một chiếc thuyền buồm làm phương tiện ra đi. Từ đó họ bắt đầu vỡ đất, làm nương, câu cá và tạo lập cuộc sống mới trên đảo hoang.

## Địa điểm phân bố và đường đi đến di tích
Đền thờ công chúa Bàn Tranh tọa lạc tại xã Long Hải, ở vị trí cách UBND xã Long Hải 1 km về hướng Tây, cách UBND huyện Phú Quý khoảng 3 km về hướng Tây Bắc. Đền thờ do người Chăm xây dựng vào cuối thế kỷ XV đầu thế kỷ XVI.
Di tích phân bố trên hệ toạ độ UTM: X = 0275545, Y  = 116 6307 và cao độ âm 8m so với mực nước biển trung bình.

## Lễ hội và các hình thức sinh hoạt tín ngưỡng văn hóa dân gian
Trong số hơn 30 di tích trên đảo Phú Quý chỉ có đền thờ công chúa Bàn Tranh và đền thờ Thầy Sài Nại được các làng xưa và nay trên đảo luân phiên nhau thờ cúng hàng năm.  Lâu nay việc thờ phụng, cúng tế công chúa Bàn Tranh là trách nhiệm chung của người dân trên đảo, mỗi làng được giao trông coi đền thờ, lưu giữ sắc phong và cúng tế Bà trong một năm và sau đó được luân chuyển qua làng khác.Đây là nét mới lạ, độc đáo và riêng biệt chỉ có trên đảo Phú Quý mà ít khi thấy ở những nơi khác.
Lễ hội đền thờ công chúa Bàn Tranh diễn ra vào ngày mùng 3 tháng giêng âm lịch đây cũng là ngày kỵ của Bà. Do lễ hội diễn ra đúng vào dịp tết Nguyên Đán nên thu hút hầu như toàn bộ người dân trên đảo tham gia. Theo tập tục có từ lâu đời trên đảo, việc lưu giữ sắc phong, trông coi, thờ phụng và cúng tế công chúa Bàn Tranh và Thầy Sài Nại được luân phiên mỗi làng thực hiện một năm. Mốc thời gian để chuyển giao sắc phong, thờ phụng công chúa Bàn Tranh và Thầy Sài Nại từ làng này qua làng khác diễn ra vào ngày mùng 4 tháng tư âm lịch.
Đền thờ công chúa Bàn Tranh là di tích mang nhiều dấu ấn, giá trị về văn hóa, lịch sử, phản ánh rõ nét quá trình tiếp biến, giao thoa văn hóa giữa người Việt và người Chăm trong quá trình lịch sử giữa vùng biển đảo xa xôi. Đồng thời thể hiện nét đẹp trong đời sống văn hóa dân gian của cộng đồng cư dân Phú Quý từ trước đến nay.

## Xếp hạng di tích
Với những giá trị về lịch sử, văn hóa, nghệ thuật nói trên, đền thờ công chúa Bàn Tranh được Bộ Văn hoá, Thể thao và Du lịch xếp hạng di tích lịch sử cấp Quốc gia, tại quyết định số: 227/QĐ-BVHTTDL ngày 28/01/2015.